# BOV
BOV – kołowy pływający transporter opancerzony produkcji jugosłowiańskiej.
Pojazd służył w siłach zbrojnych i oddziałach policji Socjalistycznej Federacyjnej Republiki Jugosławii, a po jej rozpadzie znalazł się na wyposażeniu armii Bośni i Hercegowiny, Chorwacji, Federalnej Republiki Jugosławii (później Serbii) oraz Słowenii.

## Wersje
- BOV-1 (POLO M-83) – rakietowy niszczyciel czołgów uzbrojony w sześć pocisków 9M14 Malutka
- BOV-3 – pojazd przeciwlotniczy uzbrojony w trzy armaty kalibru 20 mm
- BOV-30 – pojazd przeciwlotniczy uzbrojony w dwie armaty kalibru 30 mm
- BOV-M – transporter opancerzony dla oddziałów policji
- BOV-P – prototypowy transporter opancerzony
- BOV-SN – ambulans
- BOV-VP – transporter opancerzony dla oddziałów policji wojskowej
- KIV (Komando Izvidjačko Vozilo) – zmodernizowany wariant dowódczo-rozpoznawczy przebudowany z BOV-3, uzbrojony w karabin maszynowy 7,62 mm w zdalnie sterowanym stanowisku, z nowoczesnymi przyrządami obserwacyjnymi i wzmocnionym opancerzeniem[1]